# Вяземски, Анна
Анна Вязе́мски (фр. Anne Wiazemsky; 14 мая 1947, Берлин, Германия — 5 октября 2017, Париж, Франция) — французская актриса и писательница из русского княжеского рода Вяземских, бывшая жена Жан-Люка Годара.

## Биография
Отец — Иван Владимирович Вяземский-Левашов (1915—1964) — приходился внуком князю Леониду Вяземскому, наказному атаману астраханских казаков, и правнуком графу И. И. Воронцову-Дашкову, командовавшему во время Первой мировой войны русскими армиями на Кавказе. Мать — Клер Мориак, дочь нобелевского лауреата Франсуа Мориака.
В 1967—1971 годах Анна Вяземски училась на философском факультете университета «Париж-X» в Нантере. Впервые снялась в кино в качестве непрофессиональной актрисы в фильме Робера Брессона «Наудачу, Бальтазар» (1966).
Фильм «Китаянка» (1967) стал началом профессиональных и личных отношений с Жаном-Люком Годаром, женой которого Вяземски была до 1979 года. Зачитанная в ленте листовка, призывающая к саботажу экзаменов, была действительно написана ею в соавторстве с Даниэлем Кон-Бендитом и Жан-Пьером Дютийё, с которыми она была связана по леворадикальному студенческому движению в Нантере.
Снималась также в фильмах Пьера Паоло Пазолини, Марко Феррери, Андре Тешине. Как режиссёр поставила несколько документальных фильмов, в том числе «Даниэль Дарьё. Жизнь в кино» (2007).
На русский язык переведён роман «Горстка людей» (Большая премия Французской академии за роман, Премия Ренодо, выбор лицеистов), основанный якобы на дневнике прадеда автора — вымышленного князя Владимира Белогородского, который тот вёл перед тем, как был убит в августе 1917 года. История Белогородского отчасти совпадает с биографией князя Бориса Вяземского.

## Роли в кино
- Наудачу, Бальтазар (1966), реж. Р. Брессон
- Китаянка (1967), реж. Ж.-Л. Годар
- Уик-энд (1967), реж. Ж.-Л. Годар
- Один плюс один (1968), реж. Ж.-Л. Годар
- Час ночи/Один американский фильм (1968), реж. Ж.-Л. Годар
- Теорема (1968), реж. П. П. Пазолини
- Ветер с востока (1969), реж. Ж.-Л. Годар
- Битва в Италии (1969), реж. Ж.-Л. Годар
- Свинарник (1969), реж. П. П. Пазолини
- Семя человеческое (1969), реж. М. Феррери
- Владимир и Роза (1971), реж. Ж.-Л. Годар
- Рафаэль, или Развратник (1971), реж. М. Девиль
- Всё в порядке (1972), реж. Ж.-Л. Годар
- Поезд (Le train, 1973), реж. П. Гранье-Дефер
- Жорж кто? (George qui, 1973), реж. М. Розье
- Гражданские войны во Франции (1976), реж. Ф. Бара
- Тайный ребёнок (L’enfant secret, 1979), реж. Ф. Гаррель
- Свидание (Rendez-vous, 1985), реж. А. Тешине
- Она провела много времени в свете софитов… (Elle a passe tant d’heures sous les sunlights…, 1985), реж. Ф. Гаррель
- Завещание убитого еврейского поэта (1988), реж. Ф. Кассанти

## Киновоплощения
- Стэйси Мартин («Молодой Годар», 2017)

## Книги
- «Высокие девушки» (1988), сборник новелл
- «Горстка людей», роман. Рус. пер.: Вяземски, Анна. Горстка людей / Пер. с франц. Нины Хотинской. — М.: Текст, 2001.
- «На все четыре стороны света», роман.